# Shokri Ghanem
Shukri Mohammed Ghanem (tiếng Ả Rập: شكري محمد غانم) (9 tháng 10 năm 1942 – 29 tháng 4 năm 2012 tại Viên, Áo) là một nhà chính trị Libya, ông là tổng thư ký Tổng ủy ban Nhân dân Lybia (thủ tướng) Libya từ tháng 6 năm 2003 đến tháng 3 năm 2006, trong một đợt cải tổ chính phủ lớn trong hơn một thập kỷ, ông đã được thay thế bởi Phó của ông, Baghdadi Mahmudi. Ghanem sau đó là Bộ trưởng Bộ dầu đến năm 2011. Ghanem sau đó là Bộ trưởng Bộ dầu đến năm 2011. Ngày 29 tháng 4 năm 2012, người ta phát hiện ông chết trôi trên một nhánh của sông Danube đoạn chảy qua Viên.

## Tiểu sử
Sau khi tốt nghiệp cử nhân Anh văn tại Trường đại học Tổng hợp Benghazi, ông sang Hoa Kỳ du học ta Đại học Stufts ở thành phố Boston và lấy bằng tiến sĩ khoa học kinh tế và luật quốc tế. Trở về nước ông gia nhập tập đoàn dầu mỏ quốc gia, sau đó làm việc trong Ban thư ký Tổ chức các quốc gia xuất khẩu dầu mỏ OPEC ở Viên, Áo, ông đã được thăng chức Trưởng bộ phận nghiên cứu của OPEC.
Giai đoạn đầu trong cuộc nội chiến Libya, người ta báo cáo ông đã "chạy trốn", nhưng sau khi thành phố Ra's Lanuf bị chiếm lại bởi ủng hộ chính phủ lực lượng, AP báo cáo vào ngày 13 tháng Ba rằng ông đã đề nghị công ty dầu Ý Eni SpA giúp đỡ dập tắt một đám cháy tại Nhà máy lọc dầu Ra's Lanuf. Ngày 16 tháng 5, Al Arabiya và các NTC Shukri Ghanem tường thuật rằng ông đã đào thoát đến Tunisia. Ngày hôm sau Tunisia quan chức an ninh xác nhận ông đã thực sự đào thoát vào Tunisia. 
Ngày 01 tháng 6, Ghanem xác nhận ở Roma, Italia, ông quyết định tham gia phe đối lập Libya. 
Ghanem sau đó sống với gia đình ở Viên, Áo, nơi ông vẫn còn có một căn hộ từ trước đây vẫn thường xuyên của ông tại trụ sở OPEC. Trước qua đời, Ghanem đã bày tỏ quan ngại về những phát triển mới nhất trong Libya.
Theo báo cáo của cảnh sát, cơ thể của Ghanem đã được tìm thấy trôi nổi lúc 08h40 vào ngày 29 tháng 4 năm 2012 tại một nhánh sông Danube mặc dù không có dấu hiệu của bạo lực. Một quan chức Bộ Ngoại giao Áo cho biết gia đình ban đầu nói với Bộ Ghanem đã qua đời vì một cơn đau tim. Một báo cáo của BBC ghi nhận nguyên nhân cái chết là không rõ ràng và cảnh sát đã ra lệnh khám nghiệm tử thi. Thi thể của ông có thể được trả lại cho Libya để chôn cất.